# Karyajaya
Karyajaya is een bestuurslaag in het regentschap Garut van de provincie West-Java, Indonesië. Karyajaya telt 4449 inwoners (volkstelling 2010).